# Torreya dapanshanica
Torreya dapanshanica (торея  дапаншаньська) — вид хвойних рослин родини тисових.

## Етимологія
Видовий епітет стосується типової місцевості.

## Морфологія
Новий вид найбільш схожий на T. jiulongshanensis (Torreya grandis var. jiulongshanensis), але відрізняється тим, що має листя з загостреною верхівкою (порівняно з листям з гострою верхівкою) в цілому яйцеподібно-кулястим чи кулястим насінням (порівняно зі зворотно-яйцеподібним і до вузько-зворотно-яйцеподібного), злегка виїмчастим на верхівці й тупо-закругленим біля основи (порівняно з гострими на верхівці і основі), покриття насіння з неправильними неглибокими борозенками (порівняно з гладким чи іноді злегка увігнутим).

## Поширення, екологія
Новий вид відомий лише з гори Дапаншань округу Паньань, центральний Чжецзян, Східний Китай. Зростає на лісистому схилі біля околиці струмка на висоті 420‒485 метрів.